# Абляисова
Абляисова — река в России, протекает по Башкортостану (Зианчуринский район), Оренбургской области (Кувандыкский район). Устье реки находится в 4 км по левому берегу реки Бужан. Длина реки составляет 22 км.
Протекает через селения Малиновка, Абуляисово и Андреевка (нежил.).

## Данные водного реестра
По данным государственного водного реестра России относится к Уральскому бассейновому округу, водохозяйственный участок реки — Сакмара от истока до впадения реки Большой Ик. Речной бассейн реки — Урал (российская часть бассейна).
Код объекта в государственном водном реестре — 12010000512112200005676.